# Will Champion
Will Champion (ur. 31 lipca 1978 w Southampton) – perkusista brytyjskiej formacji muzycznej Coldplay.

## Życiorys
Swoją przygodę z muzyką zaczynał grając na gitarze, a także na fortepianie i basie. Zanim dołączył do Coldplay, grał w grupie Fat Hamster. Jesienią 2004 razem z Guyem Berrymanem zagrali gościnnie na solowej płycie Magne Furuholmena (A-ha).
Od 2003 jest żonaty z Marianne Dark, z którą ma trójkę dzieci: Avę, Juno i Rexa.
Przyjacielem Willa Championa jest Luis Figo, z którym razem zagrał w meczu charytatywnym w Portugalii. Jest fanem zespołu Southampton F.C.